# 祠堂圩镇
祠堂圩镇，原为祠堂圩乡，是中华人民共和国湖南省永州市蓝山县下辖的一个乡镇级行政单位。2015年11月18日，祠堂圩乡改设为祠堂圩镇。

## 行政区划
祠堂圩镇下辖以下地区：
大兴村、洞庭村、龙田村、岩头坪村、潘星村、宅头村、大基村、愁背村、祠市村、邓岩村、东毛山村、大禾村、栗木村、大井头村、水头村、坪石头村、坦头村、山口村、石坝村、背山村、桃源村、吴家塘村、蓝屏村、新铺村、东塘脚村、小水洞村、桐木村、肖家山村、虎溪村、黄土岭村和奔山村。